# Tchoussovaïa
La Tchoussovaïa (en russe : Чусовая) est une rivière de Russie, qui arrose le kraï de Perm et les oblasts de Sverdlovsk et de Tcheliabinsk. Elle est un affluent de rive gauche de la Kama, donc un sous-affluent de la Volga.

## Géographie
Sa longueur est de 592 km et son bassin versant s'étend sur 23 000 km2. Elle se jette dans l'anse de Tchoussovoï du réservoir de la Kama. 
Elle déborde de la mi-avril à la mi-juin. La Tchoussovaïa gèle entre la fin octobre et le début décembre et reste gelée jusqu'à la mi-avril ou le début mai.
Ses principaux affluents sont : la Mejevaïa Outka, la Serebrianka, la Koïva, l'Ousva, la Revda et la Lysva. 
La Tchoussovaïa est largement utilisée pour l'approvisionnement en eau; ses eaux sont transférées du réservoir Voltchikhinski (37 km2) au réservoir Verkhneïssetski pour alimenter la ville de Iekaterinbourg. Ses affluents ont quinze petits réservoirs.
Les ports principaux sont Perm et Tchoussovoï.
La Tchoussovaïa est célèbre pour les énormes rochers qui parsèment ses rives. L'un d'entre eux, le rocher Maksimovski, est représenté sur la photographie ci-dessous. Quelques rochers qui sont très dangereux pour la navigation, pendant les hautes eaux, sont appelés Boïtsy (бойцы, « combattants » en russe). La plupart d'entre eux ont leur propre nom.

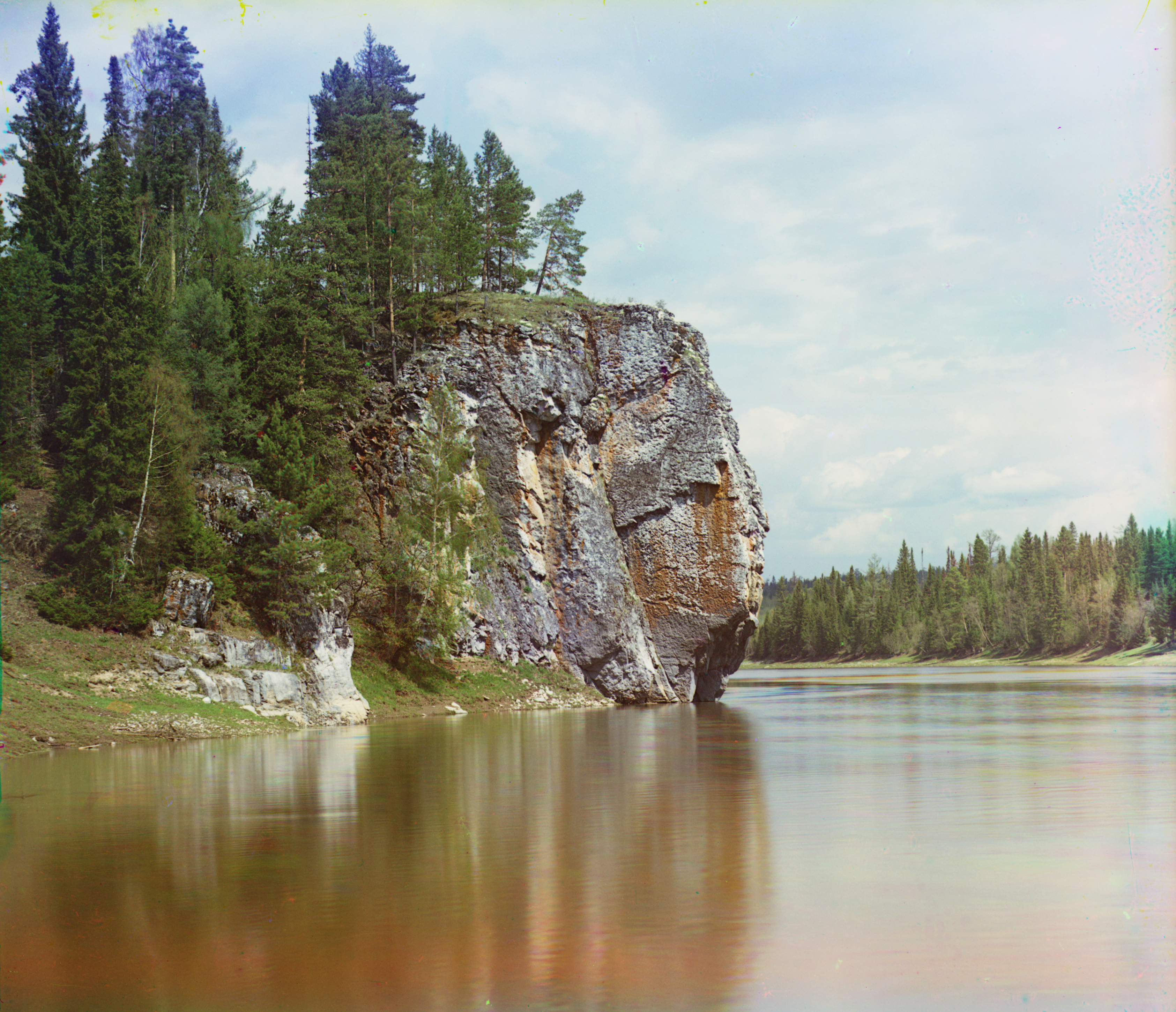
Le rocher Maksimovski (cliché de Prokoudine-Gorski, 1912).